# Cantonul Vaulx-en-Velin
Cantonul Vaulx-en-Velin este un canton din arondismentul Lyon, departamentul Rhône, regiunea Rhône-Alpes, Franța.